# Кастро (окръг, Тексас)
Вижте пояснителната страница за други значения на Кастро.
Окръг Кастро (на английски: Castro County) е окръг в щата Тексас, Съединени американски щати. Площта му е 2328 km², а населението - 8285 души (2000). Административен център е град Димит.